# Moscas en la casa
«Moscas en la casa» es una balada escrita e interpretada por la cantautora colombiana Shakira, incluida originalmente en su segundo álbum de estudio oficial ¿Dónde están los ladrones? (1998), y lanzada como sexto y último sencillo del álbum a fines del verano de 1999.

## Información de la canción
En la canción, Shakira explica el sentimiento de tristeza que le deja una relación sentimental fallida, cómo son los días sin su pareja y cómo se ha abandonado mientras sigue esperando que su expareja vuelva con ella.
Shakira terminó por admitir que los temas "Moscas en la casa" y "Que vuelvas" quedaron de su relación con el actor Osvaldo Ríos. «La primera la escribí en Brasil en la época maravillosa del amor, cuando solo hay virtudes y no se ven defectos, y la segunda la compuse cuando descubrí que había que llorar sobre un muerto, cuando el amor está pálido y enfermo; fue el ocaso de la relación».

## Video
A pesar de ser un sencillo no tuvo video, solo fue promocionado por radios. Sin embargo, un año después de su lanzamiento se utilizaría la actuación en vivo del MTV Unplugged como video promocional. El 9 de septiembre de 2011, esta grabación fue subida a su cuenta oficial de YouTube y desde entonces ha tenido 50 millones de reproducciones.

## Presentaciones en vivo
- «Moscas en la casa» (??/03/00 - Tour Anfibio - Buenos Aires, Argentina)
- «Moscas en la casa» (15/11/99 - Miss Colombia - Cartagena, Colombia)
- «Moscas en la casa» (25/08/99 - Al fin de semana, México)
- «Moscas en la casa» (12/08/99 - MTV Unplugged, Big Ballroom of Manhattan Center Studios - Nueva York, Estados Unidos)
- «Moscas en la casa» (??/??/99 - Sábado gigante, EE. UU.)

NOTA: todas estas presentaciones de Moscas en la casa están en YouTube, aunque algunas están con nombres diferentes

## Versiones oficiales y remezclas
1. «Moscas en la casa» (Álbum Versión)
2. «Moscas en la casa» (Unplugged Version)
3. «Moscas en la casa» (Dance Radio Edit)
4. «Moscas en la casa» (Vocal Club Mix)
5. «Moscas en la casa» (Vocal Dub)
6. «Moscas en la casa» (Tropical Mix)

## Posicionamiento en las listas
| Argentina            | Argentina Top 100         | 7 |
| Bolivia              | Charts Bolivia            | 5 |
| Chile                | Chile Singles Charts      | 6 |
| Colombia             | Colombia Singles Charts   | 1 |
| Costa Rica           | Top 15                    | 9 |
| Ecuador              | Ecuador Top 50            | 5 |
| España               | Airplay España            | 8 |
| España               | Los 40 Principales        | 29                                                                                                   |
| Estados Unidos       | Billboard Latin Songs     | 25 (enlace roto disponible en Internet Archive; véase el historial, la primera versión y la última). |
| Estados Unidos       | Billboard Latin Pop Songs | 10 (enlace roto disponible en Internet Archive; véase el historial, la primera versión y la última). |
| Guatemala            | Las Veinte Latinas        | 7 |
| Honduras             | Centro Singles            | 1 |
| México               | Monitor Latino            | 4 |
| Nicaragua            | Top Ten Latino            | 3 |
| Paraguay             | Paraguay Singles Charts   | 11                                                                                                   |
| Perú                 | Perú Top Singles          | 6 |
| Panamá               | Panamá Top 50             | 12                                                                                                   |
| Puerto Rico          | Top Latin                 | 1 |
| República Dominicana | Caribe Charts             | 8 |
| Uruguay              | Uruguay Singles Charts    | 9 |
| Venezuela            | Venezuela Top 100         | 5 |